# Olympic Toán học Balkan
Olympic Toán học Balkan ( BMO ) là một cuộc thi quốc tế dành cho học sinh đến từ các nước châu Âu.

## Tham gia (chưa hoàn thành)
- Albania
  - BMO 1991: 1.Julian Mulla  2.Erion Dasho  3.Elton Bojaxhi  4.Enkel Hysnelaj
  - BMO 1993: 1.Gjergji Guri  2.Jonada Rrapo 3.Ermir Qeli  4.Mirela Ciperiani 5.Gjergji Sugari  6.Pirro Bracka
  - BMO 1997 1.Alkid Ademi 2.Ermal Rexhepi 3.Aksel Bode 4.Gerard Gjonaj 5.Amarda Shehu
  - BMO 2002: 1.Deni Raco  2.Evarist Byberi  3.Arlind Kopliku  4.Kreshnik Xhangolli  5.Dritan Tako  6.Erind Angjeliu
  - BMO 2006: 1.Eni Duka  2.Erion Dula  3.Keler Marku  4.Klevis Ymeri  5.Anri Rembeci  6.Gjergji Zaimi
  - BMO 2008: 1.Tedi Aliaj  2.Sindi Shkodrani  3.Disel Spahia  4.Arbeg Gani  5.Arnold Spahiu
  - BMO 2009: 1.Andi Reci  2.Ridgers Mema  3.Arbana Grembi  4.Niko Kaso  5.Erixhen Sula  6.Ornela Xhelili
  - BMO 2010: 1.Andi Nika  2.Olsi Leka  3.Florida Ahmetaj  4.Ledio Bidaj  5.Endrit Shehaj  6.Fatjon Gerra
  - BMO 2011: 1.Florida Ahmetaj  2.Erjona Topalli  3.Keti Veliaj  4.Disel Spahija  5.Franc Hodo  6.Ridgers Mema
  - BMO 2012: 1.Boriana Gjura  2.Fatjon Gera  3.Erjona Topalli  4.Gledis Kallço  5.Florida Ahmetaj  6.Genti Gjika
  - BMO 2013: 1.Antonino Sota  2.Boriana Gjura 3.Ardis Cani  4.Gledis Kallço  5.Enis Barbullushi
  - BMO 2014: 1.Gent Gjika  2.Boriana Gjura  3.Gledis Kallço  4.Antonino Sota  5.Enis Barbullushi 6.Geri Shehu
  - BMO 2015: 1.Gledis Kallço  2.Ana Peçini  3.Alboreno Voci 4.Selion Haxhi 5.Naisila Puka 6.Enes Kristo
  - BMO 2016: 1.Gledis Kallço  2.Ana Peçini  3.Fjona Parllaku 5.Stefan Haxhillazi  5.Kevin Isufa  6.Barjol Lami
  - BMO 2016/Albania B: Laura Sheshi  2.Gledis Zeneli  3.Liana Shpani  4.Enea Prifti  5.Jovan Shandro  6.Aleksandros Ruci
  - BMO 2017: 1.Enea Prifti  2.Barjol Lami  3.Stefan Haxhillazi  4.Rei Myderrizi  5.Safet Hoxha  6.Lorenc Bushi
- Republic of North Macedonia
  - BMO 2001: 1.Ilija Jovceski  2.Todor Ristov  3.Kire Trivodaliev 4.Riste Gligorov  5.Zoran Dimov 6.Irina Panovska
  - BMO 2002: 1.Ilija Jovceski: Silver Medal (17 points); 2.Stojan Trajanovski: Bronze Medal (15 points); 3.Irina Panovska: Bronze Medal (8 points); 4.Vesna Stojanoska: Bronze Medal (7 points); 5.Zoran Dimov: /; 6.Trifun Karaevski: /;
  - BMO 2003: 1.Ilija Jovceski: Silver Medal (33 points); 2.Stojan Trajanovski: Bronze Medal (31 points); 3.Zoran Dimov: Bronze Medal (31 points); 4.Angel Stanoev: Bronze Medal (22 points); 5.Bojan Prangoski: Bronze Medal (20 points);  6.Marina Zaharieva: /;
  - BMO 2004: 1.Zoran Dimov 2. Ilinka Ivanoska 3. Vesna Kirandziska 4. Visar Zejnulahu 5. Jana Giceva 6. Riste Stojanov
  - BMO 2005: 1.Angel Stanoev  2.Alen Stojanov  3.Viktor Simjanoski 4.Ilinka Ivanovska  5.Vesna Kirandziska 6.Aleksandar Ilioski
  - BMO 2006: 1.Bodan Arsovski 2. Maja Taseska  3. Viktor Simjanovski  4. Aleksandar Ilioski  5. Visar Zejnulahu  6. Andrej Risteski
  - BMO 2007: 1.Bodan Arsovski 2.Viktor Simjanovski  3. Aleksandar Ilioski  4. Andrej Risteski  5. Matej Dobrevski  6.Vlatko Dimitrov
  - BMO 2008 team A: 1.Bodan Arsovski 2.Bojan Joveski 3.Dimitar Trenevski 4.Stefan Lozanovski 5.Matej Dobrevski 6.Kujtim Rahmani team B: 1.Predrag Gruevski 2.Zlatko Joveski 3.Filip Talimdzioski 4.Petar Filev 5.Andrej Risteski 6.Darko Domazetovski
  - BMO 2009: 1.Bodan Arsovski  2.Filip Talimdzioski  3.Bojan Joveski 4.Predrag Gruevski  5.Stefan Lozanovski 6.Stefan Stojcevski
  - BMO 2010: 1.Predrag Gruevski  2.Stefan Stojcevski 3.Zlatko Joveski 4.Bodan Arsovski 5.Binjamin Tekesanoski
  - BMO 2011: 1.Predrag Gruevski 2.Filip Stankovski 3.Stefan Stojcevski 4.Binjamin Tekesanoski 5.Vasil Kuzevski 6.Angela Josifovska
  - BMO 2012: 1.Stefan Stojcevski 2.Vasil Kuzevski 3.Aleksandar Momirovski 4.Filip Stankovski 5.Rosica Dejanovska 6.Marija Tepegjozova
- Moldova
  - BMO 2009: 1.Gramatki Iulian 2.Guzun Ion 3.Ilasenco Andrei 4.Ivanov Andrei 5.Mogoreanu Dan 6. Zubarev Alexei
  - BMO 2010 team A: 1.Gramatki Iulian 2.Ilasenco Andrei 3.Zubarev Alexei 4.Indricean Mihai 5.Godina Teodor 6.Ivanov Andrei
  - BMO 2010 team B: 1.Boscanean Andrian 2.Pupazan Gheorghe 3.Grigoroi Alexandru 4.Sali Adrian 5.Cheian Dinis 6.Zbirnea Alexei
  - BMO 2011: 1.Cheian Dinis 2.Godina Teodor 3.Grigoroi Alexandru 4.Ivanov Andrei 5.Pupazan Gheorghe 6.Zanoci Cristian
- Romania
  - BMO 2010: 1.Pădurariu Tudor 2.Chindea Filip 3.Radu Bumbăcea 4.Drăgoi Octav 5.Cerrahoğlu Ömer 6.Ivanovici Ştefan
  - BMO 2011 team A: 1.Cerrahoğlu Ömer 2.Pădurariu Tudor 3.Drăgoi Octav 4.Radu Bumbăcea 5.Bud Viorel Andrei 6.Milu Alexandru Andrei
  - BMO 2011 team B: 1.Dănăilă Dan 2.Tiba Marius 3.Stanciu Ioan 4.Ivanovici Ştefan-Adrian 5.Tirc Sorin 6.Toma Florina
  - BMO 2012: 1.Cerrahoğlu Ömer 2.Tran Bach Hai 3.Drăgoi Octav 4.Ivanovici Ștefan 5.Spătaru Ștefan 6.Toma Florina
- Turkey
  - Turkey has not participated in BMO 2006
  - BMO 2007: 1.Burak Saglam 2.Melih Ucer 3.Semih Yavuz 4.Tugba Uzluer 5.Sureyya Emre Kurt 6.Cafer Tayyar Yildirim
  - BMO 2008: 1.Umut Varolgunes 2.Melih Ucer 3.Semih Yavuz 4.Omer Faruk Tekin 5.Alper Inecik 6.Fehmi Emre Kadan
  - BMO 2009: 1.Umut Varolgunes 2.Melih Ucer 3.Ufuk Kanat 4.Vefa Goksel 5.Sureyya Emre Kurt 6.Fehmi Emre Kadan
  - BMO 2010: 1.Ozan Yıldız 2.Melih Ucer 3.Ufuk Kanat 4.Mehmet Sönmez 5.Hikmet Yildiz 6.Polatkan Polat
  - BMO 2011: 1.Mehmet Efe Akengin 2.Yunus Emre Demirci 3.Ufuk Kanat 4.Polatkan Polat 5.Memhet Sönmez 6.Yiğit Yargıç
  - BMO 2012  team A: 1.Mehmet Efe Akengin 2.Yuni 3.Ufuk Kanat 4.Mehmet Sönmez 5.Berfin Simsek 6.Mehmet Akif Yildiz
  - BMO 2012  team B: 1.Eray Aydin 2.Mehmet Eren Durlanik 3.Fatih Kaleoglu 4.Muhammed İkbal Ulvi 5.Burak Varici 6.Orhan Tahir Yavascan
- Bosnia and Herzegovina
  - BMO 2012: 1. Harun Hindija: Gold Medal; 2. Ratko Darda: Silver Medal; 3. Hamza Merzić: Bronze Medal; 4. Vladimir Ivković: Honorable Mention; 5. Sead Delalić: Honorable Mention; 6. Ivan Bartulović: Honorable Mention.
- Bulgaria
  - BMO 1985: 1. Vasil Daskalov: Gold Medal; 2. Nikolay Chavdarov: Gold Medal; 3. Ivan Dimitrov: Gold Medal; 4. Marin Marinov: Silver Medal; 5. Ivaylo Nedelchev: Silver Medal; 6. Nikolay Mateev: Silver Medal.
  - BMO 1986: 1. Iliya Kraychev: Gold Medal; 2. Ivaylo Nedelchev: Gold Medal; 3. Nikolay Mateev: Gold Medal; 4. Ivaylo Kortezov: Gold Medal; 5. Vladimir Mihov: Silver Medal; 6. Zvezdelina Stankova: Silver Medal.
  - BMO 1987: 1. Vladimir Mihov: Gold Medal; 2. Ivaylo Kortezov: Gold Medal; 3. Alexander Grancharov: Gold Medal; 4. Desislava Bakardzhieva: Gold Medal; 5. Ivaylo Bakalov: Silver Medal; 6. Emanuil Atanasov: Silver Medal.
  - BMO 1988: 1. Desislava Bakardzhieva: Silver Medal; 2. Emanuil Atanasov: Gold Medal; 3. Krum Tsanev: Silver Medal; 4. Radoslav Bochev: Silver Medal; 5. Plamen Iliev: Gold Medal; 6. Emanuil Todorov: Silver Medal.
  - BMO 1989: 1. Plamen Iliev: Silver Medal; 2. Dobromir Dimitrov: Gold Medal; 3. Svetlozar Nestorov: Gold Medal; 4. Dimiter Grancharov: Gold Medal; 5. Yuri Dimitrov: Silver Medal; 6. Nikolay Stoev: Silver Medal.
  - BMO 1990: 1. Tihomir Asparuhov: Gold Medal; 2. Plamen Koev: Gold Medal; 3. Emanuil Todorov: Gold Medal; 4. Petar Dimov: Gold Medal; 5. Bozhko Bakalov: Gold Medal; 6. Gueorgui Nedev: Gold Medal.
  - BMO 1991: 1. Bozhko Bakalov: Silver Medal; 2. Gueorgui Nedev: Silver Medal; 3. Milen Yakimov: Gold Medal, 4. Dancho Danev: Silver Medal; 5. Nikolay Tsvetkov; 6. Avgustin Marinov.
  - BMO 1992: 1. Mladen Dimitrov: Gold Medal; 2. Stanislav Yordanov: Gold Medal; 3. Nikolay Nikolov: Gold Medal; 4. Martin Kasabov: Gold Medal; 5. Boris Dimitrov: Gold Medal; 6. Avgustin Marinov: Gold Medal.
  - BMO 1993: 1. Avgustin Marinov: Gold Medal; 2. Nikolay Nikolov: Gold Medal; 3. Mladen Dimitrov: Gold Medal; 4. Mariana Markova: Gold Medal; 5. Ivan Velev: Gold Medal; 6. Borislav Deyanov: Silver Medal.
  - BMO 1994: 1. Nikolay Nikolov: Gold Medal; 2. Mladen Dimitrov: Gold Medal; 3. Silvia Petrova: Silver Medal; 4. Yasen Siderov: Gold Medal; 5. Valentin Dimitrov: Silver Medal; 6. Detelin Dosev.
  - BMO 1996: 1. Lyudmila Kamenova: Gold Medal; 2. Ivan Ivanov: Silver Medal; 3. Dimitar Alexandrov: Silver Medal; 4. Rayko Chalkov: Silver Medal; 5. Stoyan Atanasov: Silver Medal; 6. Ivo Simeonov: Silver Medal.
  - BMO 1997: 1. Ivan Ivanov: Gold Medal; 2. Rayko Chalkov: Gold Medal; 3. Georgi Angelov: Gold Medal; 4. Dimitar Zhechev: Gold Medal; 5. Stoyan Atanasov: Silver Medal; 6. Kiril Sakaliyski: Silver Medal.
  - BMO 2008: 1. Tedi Aliaj: Silver Medal; 2. Svetozar Stankov: Gold Medal; 3. Disel Spahija: Bronze Medal; 4. Borislav Valkov: Silver Medal; 5. Galin Statev: Gold Medal; 6. Svetoslav Karaivanov: Silver Medal.
  - BMO 2009: 1. Lyuboslav Panchev: Silver Medal; 2. Svetozar Stankov: Gold Medal; 3. Martin Novakov: Bronze Medal; 4. Borislav Valkov: Silver Medal; 5. Galin Statev: Gold Medal; 6. Svetoslav Karaivanov: Silver Medal.
  - BMO 2010: 1. Lyuboslav Panchev: Gold Medal; 2. Zhivko Zhechev: Silver Medal; 3. Emil Lalov: Bronze Medal; 4. Viktor Valov: Silver Medal; 5. Kameliya Belcheva; 6. Alexandar Makelov: Gold Medal.
  - BMO 2011: 1. Viktor Valov: Silver Medal; 2. Zhivko Zhechev: Silver Medal; 3. Mladen Valkov: Silver Medal; 4. Slavcho Slavchev: Bronze Medal; 5. Bogdan Stankov: Silver Medal; 6. Kubrat Danailov: Gold Medal.
- Cyprus
  - Main article: Junior high-school (Gymnasium) Maths Competitions in Cyprus.
  - In Cyprus four  provincial competitions and a National (Pancyprian) competition are held  every year. During this procedure 30 students are selected and two Team Selection Tests are held to determine who will be the six member of national team for BMO.  In every competition or test there are four problem usually covering geometry, number theory, algebra, and combinatorics (elementary level) and last four and a half hours each.
- Greece
  - BMO 1990: 1. Dimitris Stathopoulos: Gold Medal; 2. Theodoros Evgeniou: Silver Medal; 3. Athanasios Tsikas: Silver Medal; 4. Andreas Stalidis: Bronze Medal; 5. Dimitris Karakostas: Bronze Medal; 6. Eleni Vlamou: Honorable Mention.
  - In Greece there are three competitions to select the national team: Those are: Θαλής (Thalis) - first round; Ευκλείδης (Efklidis) - second round and Αρχιμήδης (Archimidis) - third round
- Serbia
  - BMO 2011: 1.Teodor von Burg 2.Filip Zivanovic 3.Igor Spasojevic 4.Rade Spegar 5.Stefan MIhajlovic 6.Stevan Gajevic
- Montenegro
  - BMO 2011: 1.Radovan Krtolica: Silver Medal 2.Oleg Smiljanic 3.Olja Krastovic 4.Nikola Kovacevic 5.Beco Merulic 6.Aleksandar Dobrasinovic

## Danh sách BMO
- BMO đầu tiên được tổ chức tại Athens, Hy Lạp năm 1984.
- BMO lần thứ 2 được tổ chức tại Sofia, Bulgaria năm 1985.
- BMO lần thứ 3 được tổ chức tại Bucharest, Romania năm 1986.
- BMO lần thứ 4 được tổ chức tại Athens, Hy Lạp năm 1987.
- BMO lần thứ 5 được tổ chức tại Nicosia, Síp năm 1988.
- BMO lần thứ 6 được tổ chức tại Split, SFR Nam Tư vào năm 1989.
- BMO lần thứ 7 được tổ chức tại Sofia, Bulgaria vào năm 1990.
- BMO lần thứ 8 được tổ chức tại Constanţa, Romania năm 1991.
- BMO lần thứ 9 được tổ chức tại Athens, Hy Lạp vào năm 1992.
- BMO lần thứ 10 được tổ chức tại Nicosia, Síp năm 1993.
- BMO lần thứ 11 được tổ chức tại Novi Sad, FR Nam Tư năm 1994.
- BMO lần thứ 12 được tổ chức tại Plovdiv, Bulgaria vào năm 1995.
- BMO lần thứ 13 được tổ chức tại Bacău, Romania năm 1996.
- BMO lần thứ 14 được tổ chức tại Kalambaka, Hy Lạp vào ngày 28 tháng 4 đến 4 tháng 5 năm 1997.
- BMO lần thứ 15 được tổ chức tại Nicosia, Síp vào ngày 3 tháng 9 năm 1998.
- BMO lần thứ 16 được tổ chức tại Ohrid, Cộng hòa Bắc Macedonia vào ngày 6 tháng 12 năm 1999.
- BMO lần thứ 17 được tổ chức tại Chişinău, Moldova vào ngày 3 tháng 9 năm 2000.
- BMO lần thứ 18 được tổ chức tại Belgrade, FR Nam Tư vào ngày 3 tháng 9 năm 2001.
- BMO lần thứ 19 được tổ chức tại Antalya, Thổ Nhĩ Kỳ vào ngày 25 tháng 4 đến 1 tháng 5 năm 2002.
- BMO lần thứ 20 được tổ chức tại Tirana, Albania vào ngày 2 tháng 8 năm 2003.
- BMO lần thứ 21 được tổ chức tại Pleven, Bulgaria vào ngày 5 tháng 11 năm 2004.
- BMO lần thứ 22 được tổ chức tại Iaşi, Romania vào ngày 4 tháng 10 năm 2005.[1]
- BMO lần thứ 23 được tổ chức tại Agros, Síp vào ngày 27 tháng 4 đến 3 tháng 5 năm 2006.[2]
- BMO lần thứ 24 được tổ chức tại Rhodes, Hy Lạp vào ngày 26 tháng 4 đến ngày 2 tháng 5 năm 2007 [3]
- BMO lần thứ 25 được tổ chức tại Ohrid, Cộng hòa Bắc Macedonia vào ngày 4 tháng 10 năm 2008 [4]
- BMO lần thứ 26 được tổ chức tại Kragujevac, Serbia vào ngày 28 tháng 4 đến 4 tháng 5 năm 2009.  Lưu trữ ngày 15 tháng 3 năm 2016 tại Wayback Machine
- BMO lần thứ 27 được tổ chức tại Chisinau, Moldova vào ngày 2 tháng 8 năm 2010 [5]
- BMO lần thứ 28 được tổ chức tại Iaşi, Romania vào ngày 4 tháng 8 năm 2011 [6]
- BMO lần thứ 29 được tổ chức tại Antalya, Thổ Nhĩ Kỳ vào ngày 26 tháng 4 đến ngày 2 tháng 5 năm 2012.[7]

## Olympic thiếu niên
- Olympic Toán học Junior Balkan là một cuộc thi tương tự, ngoại trừ việc học sinh phải dưới 15,5 tuổi vào ngày diễn ra cuộc thi.

## liên kết ngoài
- Các vấn đề và giải pháp từ tất cả các BMO Lưu trữ ngày 29 tháng 8 năm 2014 tại Wayback Machine
- MOlympiad
  - Tất cả các vấn đề Giải pháp của BMO trong trang web MOlympiad
  - Tất cả các vấn đề Giải pháp của JBMO trong trang web MOlympiad
- Bản tóm tắt IMO
  - Tất cả các vấn đề của BMO từ năm 1984 đến nay trong trang web IMO Lưu trữ ngày 24 tháng 3 năm 2017 tại Wayback Machine